# Fagarè della Battaglia
Fagarè della Battaglia (in etwa: Fagarè der Schlacht) ist eine Fraktion der italienischen Gemeinde San Biagio di Callalta in der Provinz Treviso. Bekannt ist der Ortsteil durch die militärische Gedenkstätte mit Beinhaus (italienisch Sacrario Militare di Fagarè della Battaglia), das an die Gefallenen des Ersten Weltkriegs erinnert.

## Geografie
Fagarè della Battaglia liegt in der norditalienischen Tiefebene am Unterlauf des Piave etwa 15 km südöstlich von Treviso. Der Ort befindet sich am orographisch rechten Ufer des Piave auf einer Höhe von 11 m s.l.m.

## Geschichte
Das Toponym leitet sich von lateinisch fagaretum ab (Wald aus Buchenholz). Ursprünglich war Fagarè also ein bewaldetes Gebiet. Die nach dem Jahr 1000 begonnenen Abholzungsarbeiten sind den Benediktinermönchen des Klosters Santa Maria del Pero in Monastier di Treviso zu verdanken, von dem die heutige Pfarrkirche San Marco abhing. Im Jahre 1267 wird das Castrum Fagaredi erwähnt, eine mittelalterliche Festung. Der Weiler gehörte zunächst zu Zenson di Piave, ging dann mit dem Königlichen Dekret vom 15. November 1868 an San Biagio di Callalta über. Die Pfarrkirche wurde im Ersten Weltkrieg zerstört und nach einem Entwurf von Antonio Beni wieder aufgebaut. An der Fassade erinnert ein Wappen und die alte Inschrift Monachorum aere  an die Abhängigkeit vom Kloster Santa Maria del Pero.
1969 wurde der Ortsname durch ein Dekret des Italienischen Staatspräsidenten Giuseppe Saragat um den Zusatz „della Battaglia“ (italienisch für der Schlacht) ergänzt. Die hinzugefügte Namensergänzung erinnert an die Ereignisse des Ersten Weltkrieges: Nach der Schlacht von Karfreit gelang es den österreichisch-ungarischen und deutschen Truppen bis zum Piave vorzustoßen. Damit befand sich auch Fagarè im vordersten Frontgebiet, worauf die Bevölkerung des Gebiets überwiegend in die Poebene floh.
Während der Ersten Piaveschlacht setzten einige Bataillone des 92. k.u.k. Infanterie-Regiments am Morgen des 16. November 1917 bei Fagarè über den Piave und bildeten einen Brückenkopf am rechten Piaveufer. Erst unter dem Einsatz von Reserven, darunter viele Achtzehnjährige der erst eingezogenen Altersklasse 1899, gelang es der italienischen Armee nach 24 Stunden heftiger Kämpfe wieder die Oberhand zu gewinnen und den österreichisch-ungarischen Brückenkopf aufzulösen. In der italienischen Geschichtsschreibung wird dieser Kampf als der erste italienische Sieg am Piave nach der verheerenden Niederlage bei Karfreit bezeichnet. Am nördlichen Ortsrand von Fagarè an der Grenze zur Gemeinde Breda di Piave erinnert bei Molina della Sega am Piaveufer eine Gedenkstätte an dieses Ereignis.

## Sacrario Militare di Fagarè della Battaglia

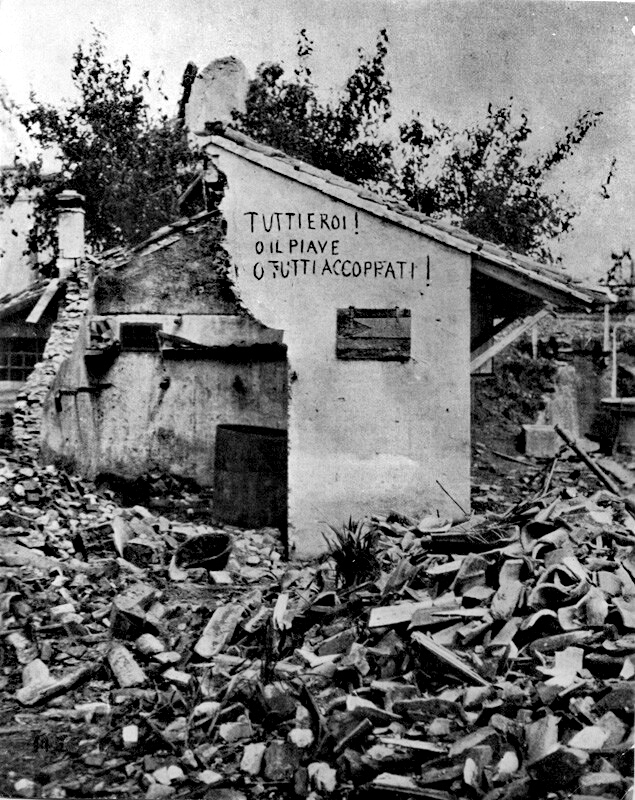
Während der Zweiten Piaveschlacht ausgebombtes Haus mit dem berühmten Zitat der italienischen Armee in Sant’ Andrea di Barbarana

Die Gedenkstätte mit Beinhaus von Fagarè della Battaglia (Sacrario Militare di Fagarè della Battaglia, ) erinnert vor allem an die Zweite Schlacht am Piave.
Im Juni 1918 war San Biagio ein zentraler Schauplatz der Zweiten Piaveschlacht, die mit einer schweren Niederlage Österreich-Ungarns endete und de facto den Untergang der Doppelmonarchie einleitete.

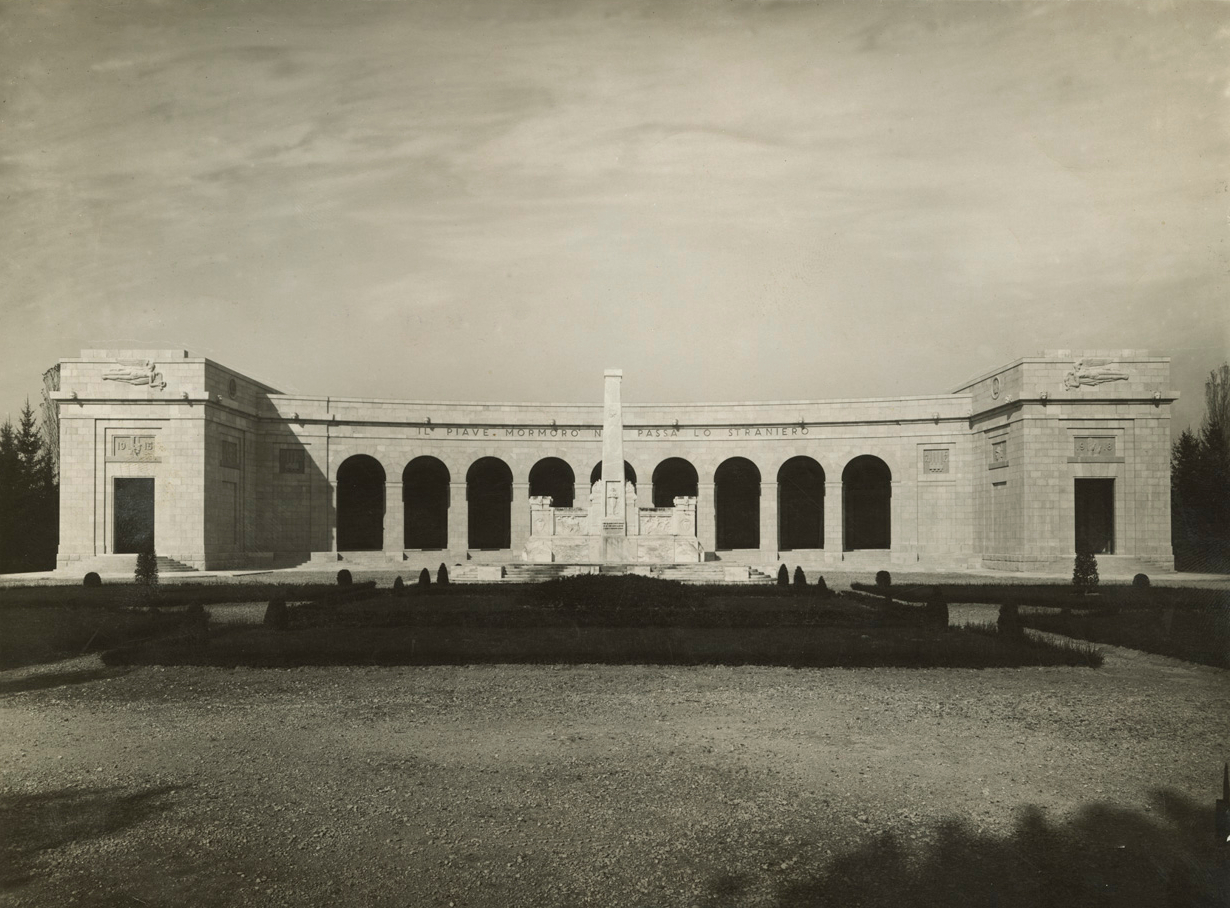
Historische Aufnahme des Monuments von Fagarè della Battaglia mit dem 1943 zerstörten Obelisken

Das erste Denkmal in Fagarè, ein Obelisk für die „Helden des Piave“, wurde bereits 1919 von Alterige Giorgi aus Carrara geschaffen und an der Straße von Callalta errichtet, wo die österreichisch-ungarischen Truppen am weitesten vorrückten. Später wurden vier Basreliefs (Allegoria della Vittoria) (italienisch für Allegorie des Sieges) des Künstlers Marcello Mascherini hinzugefügt, die von den Episoden des Krieges inspiriert waren:
- 24. Mai 1915: „L’entrata dell'Italia in guerra“ (Italiens Eintritt in den Krieg), Datum des italienischen Kriegseintrittes
- 24. Oktober 1917: „La barbarie nemica sul suolo della Patria“ (Die Barbarei des Feindes auf dem Boden des Vaterlandes), als Anspielung auf den Beginn der Schlacht von Karfreit.
- 15. Juni 1918: „Di qui non si passa“ (Hier geht’s nicht weiter), mit Bezug auf die Zweite Piaveschlacht.
- 3. November 1918: „Trionfo delle armi italiane“ (Triumph der italienischen Waffen), bezugnehmend auf die Unterzeichnung des Waffenstillstands in der Villa Giusti.

1933 begann man auf Wunsch des faschistischen Regimes mit dem Bau eines Beinhauses an gleicher Stelle. Bis 1935 entstand die vom Architekten Pietro Dal Fabro entworfene neunschiffige Exedra. Mit dem vom Regime geförderten monumentalen Bau sollte der Totenkult und vermeintliche Werte wie Heldentum, Opferbereitschaft und Kriegertum geehrt werden, wie es beispielsweise auch im Sacrario Militare di Castel Dante oder im Sacrario Militare di Redipuglia der Fall ist.
Diese Verehrung wurde mit Massenzeremonien gefeiert, mit denen die oben genannten Werte und der angeblich heilige Charakter des Sieges über den Feind hervorgehoben werden sollten. Unterstrichen wurde dies durch symbolische und ikonographische Mittel, durch die Inszenierung von Räumen wie auch von natürlichen und historisch geprägten Landschaften.
Bei der Einweihung des Sacrariums im Jahr 1935 waren der König von Italien Viktor Emanuel III. und der Parteisekretär der Nationalen Faschistischen Partei Achille Starace anwesend. In den Seitenschiffen des Denkmals befinden sich die sterblichen Überreste von über zehntausend gefallenen italienischen Soldaten, von denen 5191 bekannt und 5350 unbekannt sind; darunter die Überreste der Träger der Goldenen Tapferkeitsmedaille Francesco Mignone, Ernesto Paselli, Soccorso Saloni sowie Attilio Verdirosi. Des Weiteren haben ein unbekannter österreichisch-ungarischer und ein US-amerikanischer Soldat hier ihre letzte Ruhestätte gefunden.
Nach der Besetzung Italiens durch deutsche Truppen im September 1943 wurde der 1919 errichtet Obelisk von den Deutschen zerstört. Die Basreliefs waren allerdings vorher von der Bevölkerung versteckt worden und wurden nach dem Zweiten Weltkrieg an den Außenfassaden neu arrangiert.
Auf dem Vorplatz des Denkmals sind entlang der umgebenden Hecken die gesicherten Fragmente zweier Mauerstücke zu sehen, die von einem Haus in der Nähe des alten Bahnhofs kommen und auf die Unbekannte während der Zweiten Schlacht am Piave die in Italien berühmten Inschriften schrieben:
- „Tutti eroi! O il Piave, o tutti accoppati!“ - Jeder ist ein Held! Entweder der Piave, oder alle getötet!
- „È meglio un giorno da leone che cento anni da pecora.“ - Es ist besser, einen Tag als Löwe zu leben als hundert Jahre als Schaf.[5]

Der Marmor-Gedenkstein des Fahnenträgers in der Mitte des Gartens erinnert an die Gefallenen des Zweiten Weltkriegs. Im Inneren des Denkmals findet sich ein kleines Museum, das ebenfalls mit zahlreichen Spenden von Veteranen eingerichtet wurde und Uniformen, Waffen, Munition und Dokumente enthält.
Unterhalten wird die Gedenkstätte vom Generalkommissariat für die Kriegsgräberfürsorge (italienisch Commissariato Generale per le Onoranze ai Caduti), das dem Verteidigungsministerium untersteht.
Gegenwärtig finden jeweils am 25. April, dem Tag der Befreiung Italiens im Zweiten Weltkrieg und am 4. November, dem Tag des Sieges im Ersten Weltkrieg, Gedenkfeiern statt.

## Infrastruktur und Verkehr

### Straße
Das Zentrum liegt etwas nördlich der Via Postumia, der heutigen Strada Statale 53 Postumia. Eine weitere wichtige Verkehrsader ist die Strada Provinciale (SP) 57 Destra Piave, die Giavera del Montello mit Zenson di Piave verbindet und sich dann in der Provinz Venedig als SP 50 Argine San Marco fortsetzt.

### Eisenbahnen
Südlich des Dorfes befindet sich die Eisenbahn Treviso-Portogruaro und in der Nähe des Dorfes Bocca Callalta der heutige Bahnhof Fagarè, der in der Via Montello wieder aufgebaut wurde, nachdem der vorherige Halt in der Via Argine Piave während des Ersten Weltkriegs zerstört worden war.